# An Bình Tây
An Bình Tây là một xã thuộc huyện Ba Tri, tỉnh Bến Tre, Việt Nam.
Xã An Bình Tây có diện tích 15,54 km², dân số năm 2021 là 13.515 người, mật độ dân số đạt 869 người/km².